# Appendicia truncata
Appendicia truncata là một loài ruồi trong họ Tachinidae.